# Vena giugulare esterna
La vena giugulare esterna è un vaso sanguigno pari posto lateralmente al collo, ricoperto dal muscolo platisma, che la separa dall'ipoderma, quindi dalla pelle. Si può apprezzare la sua superficialità nei casi in cui elevati livelli di pressione venosa centrale, causati ad esempio da un'insufficienza cardiaca, rendono la giugulare esterna dilatata e particolarmente visibile. Si appoggia per gran parte del suo percorso sul muscolo sternocleidomastoideo, da cui è separata dal foglietto superficiale della fascia cervicale profonda.

## Struttura
La vena origina nell'ambito della ghiandola parotide dalla fusione della vena auricolare posteriore e della vena retromandibolare. Dunque scende obliquamente, verso i lati, curvando soprattutto nella porzione terminale, in cui si porta in avanti per affluire nella vena succlavia. Si può approssimare il suo percorso fissando una retta fra l'angolo della mandibola e il punto emiclaveare, cioè a metà della clavicola, dietro la quale termina.
Varia notevolmente in diametro, in particolar modo questo decresce al crescere in larghezza delle altre vene del collo, specialmente della vena giugulare interna. Mediamente la vena giugulare esterna misura 9,3 mm di diametro, a fronte dei 17,4 dell'interna. La correlazione è anche da ricondurre alle comunicazioni presenti fra le due vene, sia direttamente, presso le loro estremità superiori, sia tramite vene emissarie, che collegano le circolazioni venose superficiale e profonda del collo.

### Valvole
Presenta due paia di valvole, le due inferiori nei pressi dello sbocco nella vena succlavia, le altre due approssimativamente 4 cm sopra. Non hanno la funzione di impedire il reflusso del sangue venoso verso l'alto, in particolar modo le più basse, inserite in una dilatazione chiamata seno.

## Tributarie
Due sono le vene che confluiscono nelle vena giugulare esterna determinandone l'origine:
- vena retromandibolare: origina dalla vena temporale superficiale e dalla vena mascellare, per cui drena, tramite il suo ramo posteriore (quello anteriore è diretto alla vena giugulare interna tramite faciale comune), nella giugulare esterna buona parte del sangue venoso della superficie laterale della testa e della faccia;
- vena auricolare posteriore: continuando ad appoggiarsi sullo sternocleidomastoideo, aggira il padiglione auricolare, che drena assieme alla cute retrostante, comunicando con le vene temporali e occipitali.

Le tributarie che, invece, vi affluiscono nella discesa lungo il collo sono:
- vena giugulare esterna posteriore: vaso di minor calibro che vi sbocca appena sotto la metà, dopo aver drenato la regione posterolaterale del collo;
- vena sovrascapolare: risale affiancando la clavicola (come satellite dell'omonima arteria), dopo aver drenato alcuni muscoli con cui si rapporta, provenendo dalla zona del circolo anastomotico arterioso della scapola;
- vena giugulare anteriore: tramite un vaso comunicante orizzontale che dirige all'esterna il sangue dell'arco venoso giugulare.

Da segnalare la comunicazione con la giugulare interna, tramite vena comunicante, che avviene sotto l'angolo della mandibola.

## Funzione
Questa vena riceve occasionalmente la vena occipitale, la vena giugulare esterna posteriore e, vicino alla sua terminazione, le vene cervicali trasversali,le vene scapolari trasversali e le vene giugulari anteriori; nella vicinanze della parotide, un grande ramo di comunicazione dalla giugulare interna si unisce a esso.
La vena giugulare esterna drena nella vena succlavia lateralmente alla giunzione della vena succlavia con la vena giugulare interna.

## Clinica Medica
La vena giugulare esterna è una vena di grosso calibro utilizzata per l'accesso venoso quando il personale paramedico non è in grado di trovare un'altra vena periferica. È comunemente usata durante un arresto cardiaco o in altre situazioni in cui il paziente non risponde a causa del dolore associato alla procedura . In un arresto cardiaco l'uso di questa vena ha il vantaggio che il paramedico può rimanere vicino alla testa e intubare il paziente. Sebbene molti reparti di medicina d'urgenza e paramedici utilizzino questa vena, l'American Heart Association raccomanda ancora l'uso della vena cefalica.